# Kawasaki OH-1
Kawasaki OH-1 je laki izvidnički helikopter u sastavu oružanih snaga Japana. Proizvodi ga japanska kompanija Kawasaki koja ima dugu tradiciju proizvodnje helikoptera još od 1954. godine. Iako se proizvodnja Kawasakija temeljila na izradi helikoptera po licenci američkih proizvođača, OH-1 je japanski projekt. Zamijenit će zastarjele helikoptere OH-6J/D u sastavu japanske kopnene vojske.

### Zajednički poslužitelj
|  | Zajednički poslužitelj ima stranicu o temi Kawasaki OH-1    |
|  | Zajednički poslužitelj ima još gradiva o temi Kawasaki OH-1 |

## Vanjske poveznice
- (en) OH-1 na službenoj stranici proizvođača